# Holden Rose
Holden Rose, született Kovács Attila (Szolnok, 1976. január 31. –) író, előadóművész, zenész.
Már 12 évesen történeteket írt szerepjátékokhoz, valamint társasjátékokat tervezett. 11 évesen költözött Kaposvárra a családjával, itt fejezte be az általános iskolát. A zenei pályára a Prima Primissima- és Szent Gellért- díjas Bogáthy József kürtművész inspirálta. A gyermekirodalom és az olvasás népszerűsítése felé számos élettapasztalaton át vezetett az út. Holden Rose nemcsak gyermekeknek ír, a tudományos-fantasztikum kedvelői 2015-ben olvashattak tőle először A helyes kérdés címmel; a novella az Új Galaxis magazin 23. számában jelent meg.
Mivel a Kovács Attila igen gyakori név, az első könyvek a maga által választott Holden Rose néven jelentek meg, egyes könyvkiadóknál azonban a polgári nevét kellett használnia, ezért a mai napig mindkét néven publikál.
Nős, feleségével két gyermeküket nevelik.

## Iskolái
1994-ben végezte el a MH Zeneművészeti Honvéd Szakközépiskolát vadászkürt szakon (kamaratanár: Szabó László, főtárgy: Szuromi Antal) és egyúttal tartalékos őrmesterként szerelt le ugyanebben az évben.
A konzervatóriumban kezdett zenét komponálni, valamint dalszövegeket írni. Ekkor írt már verseket és novellákat is, de az első megjelenésre húsz évet várni kellett.
A KIT marketingmenedzser szakán végzett 2002-ben.

## Életpálya

### 1994-2004-ig
- Budapest Skála – eladó;
- Fóton egy asztalosműhelyben segédmunkás;
- Elender/Inter.Net – telefonos ügyfélszolgálat;
- Utópia Stúdió – stúdióvokalista;

### 1995-2016 között
- Számos könnyűzenei formációban (Mystery, Alapítvány, Hot Shot, Perfect Symmetry, Slamo Revans) közreműködött énekesként, vokalistaként, zeneszerzőként, dalszövegíróként.
- Három nagylemez és számos EP közreműködője volt.

### 2004-től napjainkig
Egy közművelődési intézmény projektmenedzsere, feladatkörébe tartozik többek között:
- Különböző rendezvények kitalálása, tervezése, lebonyolítása,
- A rendezvény grafikai tervezése, nyomdai munkái,
- Weboldalak, kiadványok tervezése,
- Rendszergazdai feladatok,
- Informatikai és marketingoktatás.

## Filmes munkái
- Here feel ice hockey players everywhere like at home – rendező, forgatókönyvíró; győztes promóciós film a Magyar Jégkorongszövetség számára (Prágai Ice Hockey Division I. konferencia, Prága (2004)
- Sváb apróságok – forgatókönyvíró, rendező, zeneszerző; VI. Nemzetiségi Filmszemle (Zsűri különdíja) (2010)
- Das sind wir – rendező, vágó; riportfilm (2014)
- Tulipánok - Wie daham! - Mei scheni Sprch – forgatókönyvíró, zeneszerző, vágó; (három spot, a MiLaS nemzetközi rövidfilmversenyen, 2014)
- Nemzetidegenek – zeneszerző; Magyar Filmszemle, dokumentumfilm (2016)

## Holden Rose és a gyermekirodalom
Az első könyve 2014 novemberében jelent meg a Főnix Könyvműhelynél A harmadik címmel, mely egyúttal egy mára igen népszerű szériát indított el: a történet a Howard Matheu különös esetei sorozat első része.
A gyerekeknek szóló detektívtörténetekből álló Howard-sorozat azóta hat könyvre és három novellára bővült, hangoskönyvváltozattal és letölthető novellákkal.
A Móra Könyvkiadónál jelent meg Holden Rose Lapozz és parázz sorozata.
Az író vállalt szívügye az olvasásra szoktatás, olvasásra nevelés. Ennek érdekében 2016 óta közel 1200 motivációs előadást tartott az olvasásról több mint 300 településen.

## Előadásainak tematikája
- Előadás az olvasásról – általános iskola, alsó tagozat;
- Egyszerűsítés -  általános iskola, felső tagozat;
- Petőfi, mielőtt sztár lett - 5. osztálytól;
- Az írásról (is) – középiskolásoknak;
- Ady, de másként - középiskolásoknak.

Rendszeresen készít videós tartalmakat is az internetes oldalaira, ezek egyike az Azt olvasok, amit akarok csatorna. A Covid-karantén idején az otthoni tanulásra kényszerült gyerekeket és családjaikat a csatorna Karanténsuli című különkiadásával igyekezett támogatni.

## Díjak
- Merítés-díj (2016)

### Egyéb elismerések
- Holden Rose A csontváz óra című története kiérdemelte a Szívünk rajta[4] matricát.

Az UNICEF és a Bookline közös programja négy kategóriában (mesél, segít, fejleszt, rád talál) gyűjti az ajánlásokat és a legkiválóbb könyveknek ítélik a matricát.

## Művei

### Holden Rose néven megjelent munkái

#### Regények
- A harmadik (Howard Matheu különös esetei I. – 2014 – Főnix Könyvműhely) – (A második kiadás 2017)
- A Nyúl akta (Howard Matheu különös esetei II. – 2015 – Főnix Könyvműhely)
- Az ellopott karácsony (Howard Matheu különös esetei IV. – 2015 – Főnix Könyvműhely) (Merítés-díj 2016)
- A fáraó jogara (Howard Matheu különös esetei III. – 2016 – Főnix Könyvműhely)
- Hófehér kelepce (Howard Matheu különös esetei V. – 2016 – Főnix Könyvműhely)
- Nita, Gil és én (Howard Matheu különös esetei VI. – novellagyűjtemény 2017 – Főnix Könyvműhely)
- Holtidő (steampunk YA kalandregény 2017 – Főnix Könyvműhely)
- Leonardo lovag (meseregény, kifestővel 2017 – Főnix Könyvműhely)
- Piros és Bodó (figyelemfejlesztő mesekönyv, kifestővel 2018 – Katica Könyv Műhely)
- A lapátos fickó (Lapozz és parázz I. – 2022 – Móra Könyvkiadó)
- Azonosított repülő tárgy (Lapozz és parázz II. – 2022 – Móra Könyvkiadó)
- Tükörvándor (Lapozz és parázz III. – 2023 – Móra Könyvkiadó)

#### Novellák, mesék
- Chloé – Pokoli történetek, ördögi szerkezetek steampunk antológia (2015 – Főnix Könyvműhely) Innen letöltheted >>>
- A helyes kérdés – Új Galaxis 23. (2015)
- A kutyaházas eset – Howard Matheu novella (ebook – 2015) (Nita, Gil és én – 2017)
- Az aranykapu rejtélye – Howard Matheu novella (ebook – 2016) (Nita, Gil és én – 2017)
- A medál – Ajtók és átjárók fantasy antológia (2016 – Főnix Könyvműhely)
- Elcserélt nadrágok – Howard Matheu novella (ebook – 2016) (Nita, Gil és én – 2017)
- Két szitakötő – novella a Holtidő világából (ebook – 2019)
- A legbátrabb nyuszi – mese, színezővel (ebook – 2020)
- MI az ember  – Galaktika Magazin 398. (2023)
- Kis sárkány, nagy karácsony – mese (2023)

#### Hangoskönyvek
- A kutyaházas eset – Felolvasta: Zsigmond Tamara – (audiobook – 2016)
- A fekete furgon – Felolvasta: Holden Rose – (audiobook – 2017)
- A legbátrabb nyuszi – Felolvasta: Holden Rose – (audiobook – 2021)

### Kovács Attila néven megjelent munkái

#### Regények
- Micsoda költözés! (Nyomozás a Pipacs utcában I. – 2019 – Pagony kiadó)
- Micsoda kalamajka! (Nyomozás a Pipacs utcában II. – 2020 – Pagony kiadó)
- Föld alatti kaland tigrissel és buszokkal (2022 – Pagony kiadó)
- A csontváz óra (Az ifjú Petrovics Sándor elfeledett kalandjai – MTO – 2023 – Móra Könyvkiadó)

#### Novellák
- A tudatalatti asszisztens – 2045 Harminc év múlva sci-fi antológia (2015 – Ad Astra Kiadó)
- Bevándorlók – Galaktika Magazin 307. (2015)
- Isten jelenléte  – Távoli kolóniák sci-fi antológia (2016 – Ad Astra Kiadó)
- Mi vagyunk – karácsonyi novella (Szabad Pécs – online – 2019)
- 42M. – novella (Író Cimborák blog – 2019)
- Egy pötty, aztán a világ – mese (Író Cimborák blog – 2022)
- Szörnyeteg és Rémség – mese (Író Cimborák blog – 2022)
- Késés – Galaktika Magazin 395. (2023)

#### Egyéb munkák
- Óhaj-sóhaj királylány (Nyelvkincstár-sorozat[5] – 2022 – Móra Könyvkiadó)
- Háztáji nyomozás ((N)agykaland-sorozat[6] – 2023 – Móra Könyvkiadó)

## Egyéb hivatkozások
- Hány éves kortól jöhetnek a borzongatós történetek?
- Petőfi mint influenszer – interjú Holden Rose-zal, azaz Kovács Attilával
- Kolozsi Orsolya: Borzongató szellemhistória tíz éven felülieknek
- Könyvtavasz Beleolvasó
- Várkonyi Éva: Nagy kalamajkában az ifjú Petrovics
- A csontváz óra – Az ifjú Petrovics Sándor elfeledett kalandjai (könyvajánló)
- Böszörményi Gyula: A lapátos fickó éjszaka az előszobádban lebeg (könyvajánló)